# Žavinac Mali
Žavinac Mali je majhen nenaseljen otoček v Jadranskem morju, ki pripada Hrvaški. Leži okoli 1,8 km jug-jugovzhodno od mesta Pakoštane v srednji Dalmaciji. Površina otočka meri 0,012 km2. Dolžina obalnega pasu znaša 0,39 km.